# Delouze-Rosières
Delouze-Rosières é uma comuna francesa na região administrativa de Grande Leste, no departamento de Meuse. Estende-se por uma área de 15,08 km². Em 2010 a comuna tinha 117 habitantes (densidade: 7,8 hab./km²).

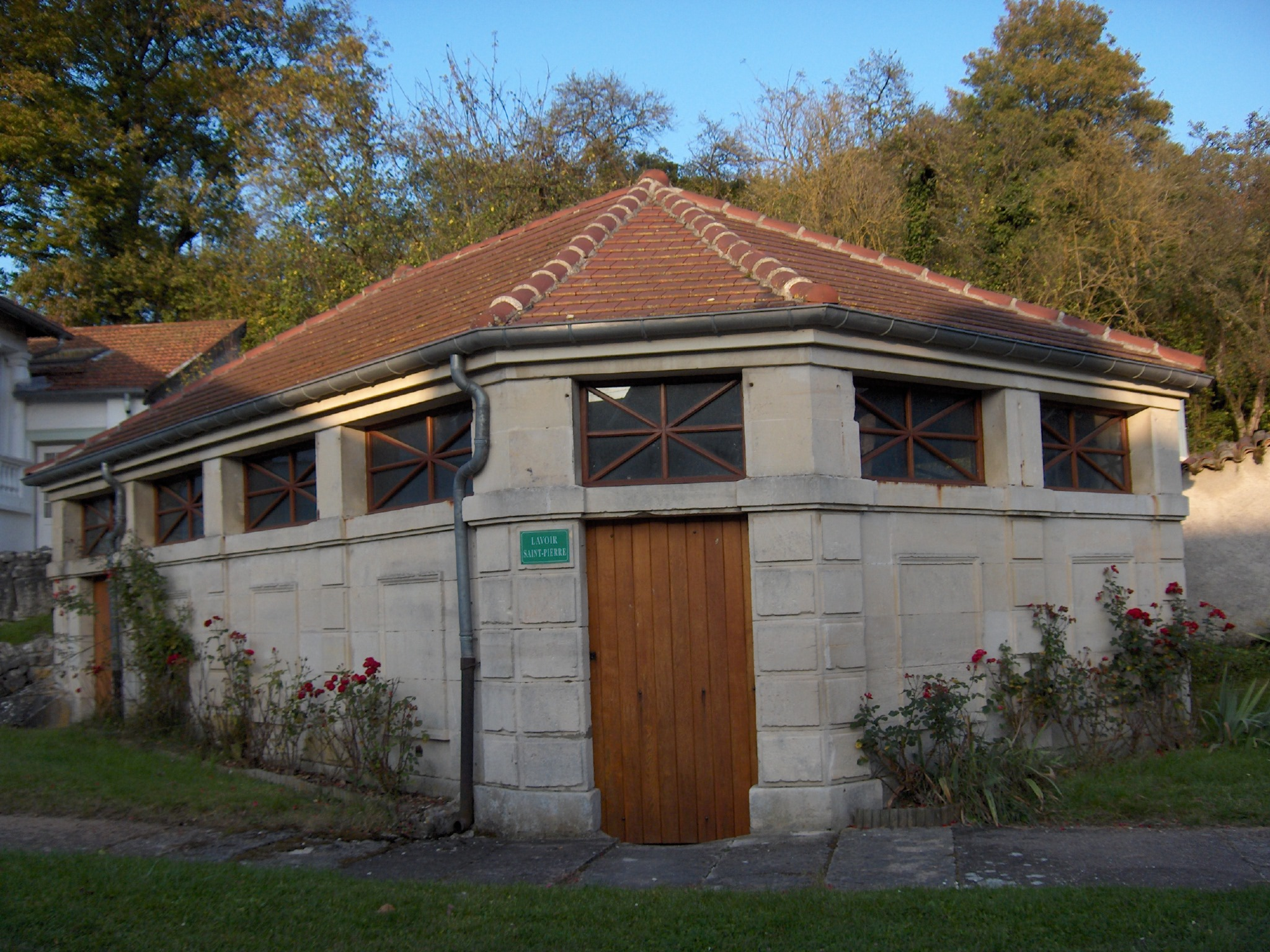
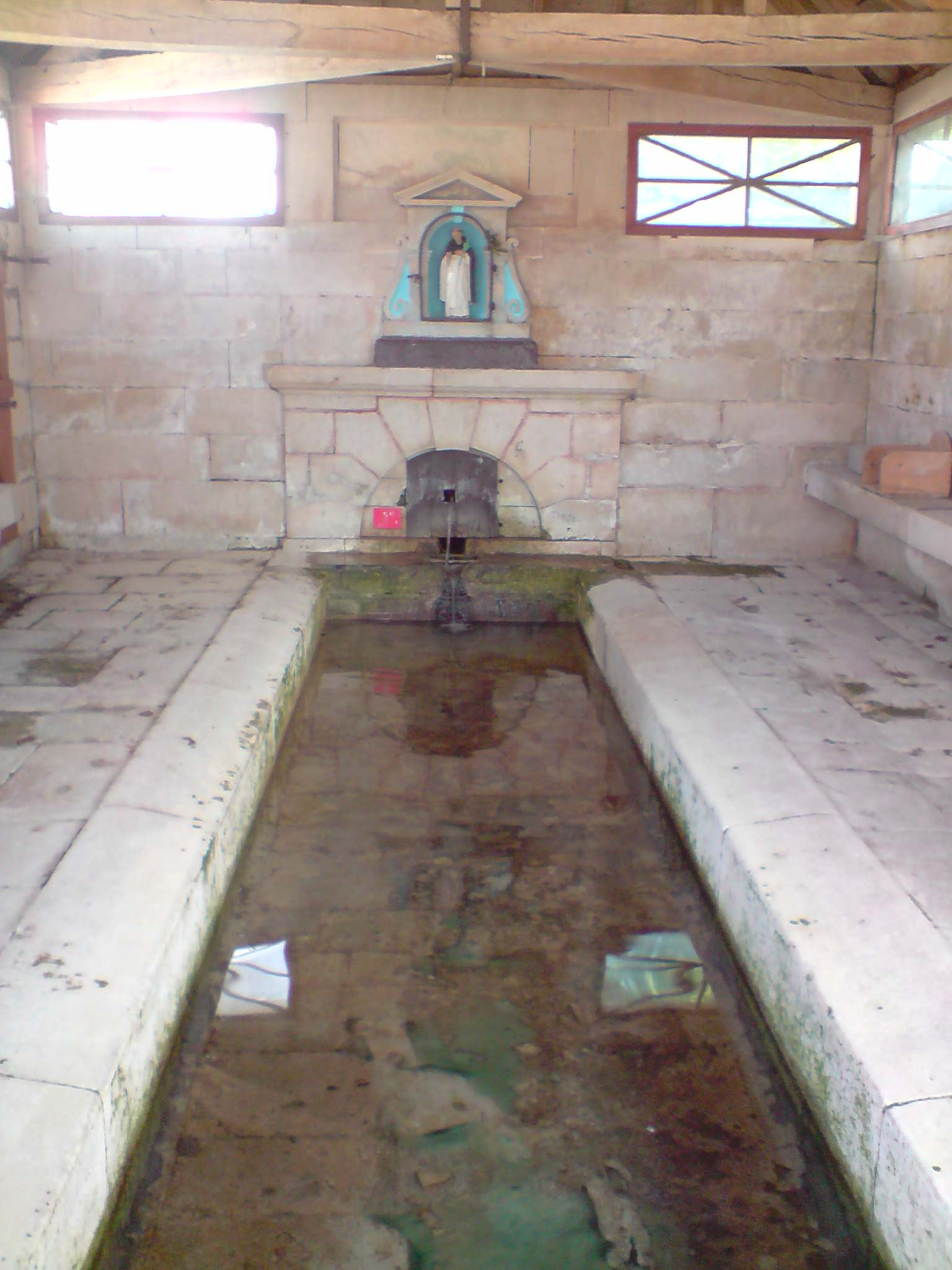
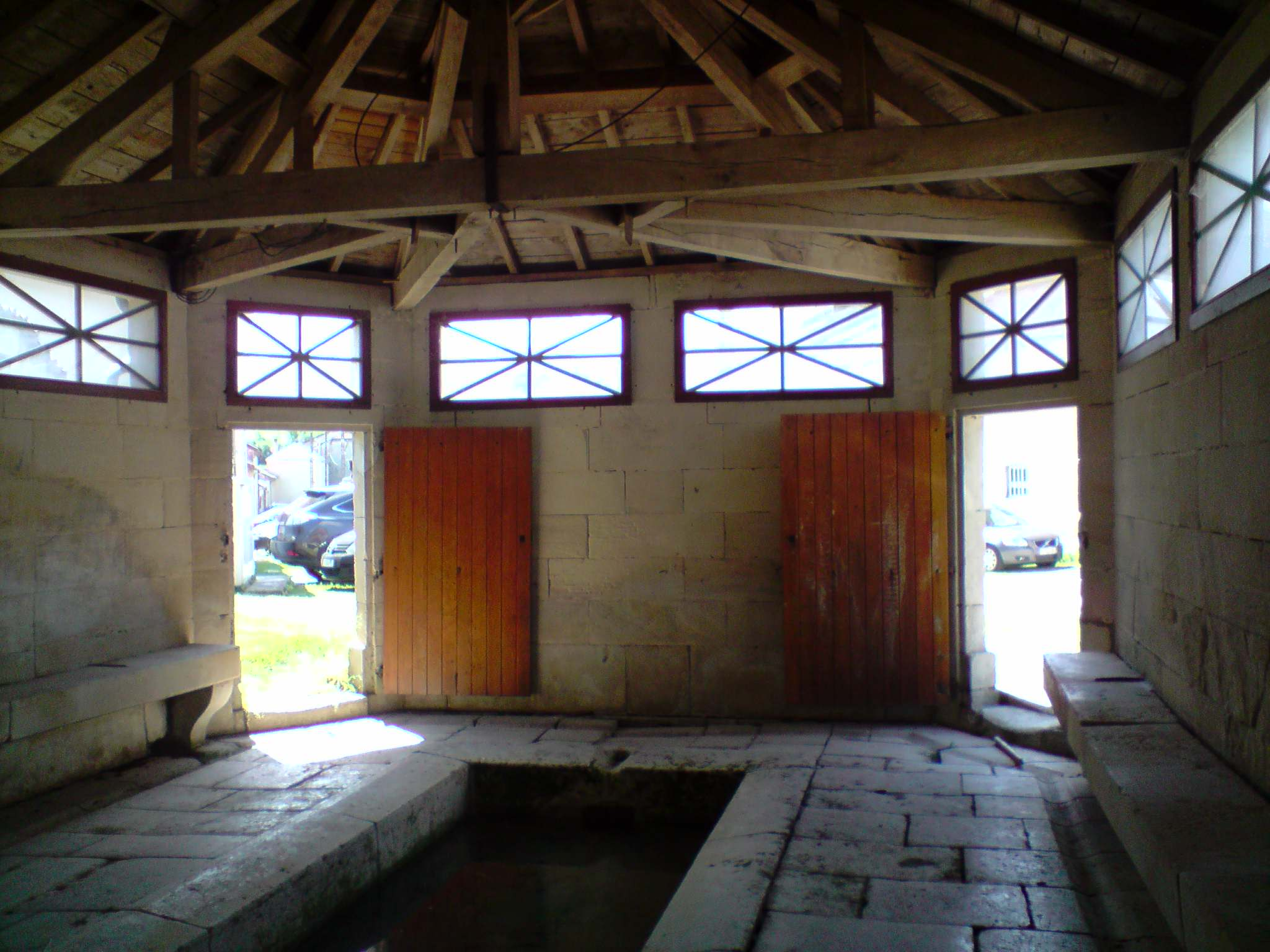
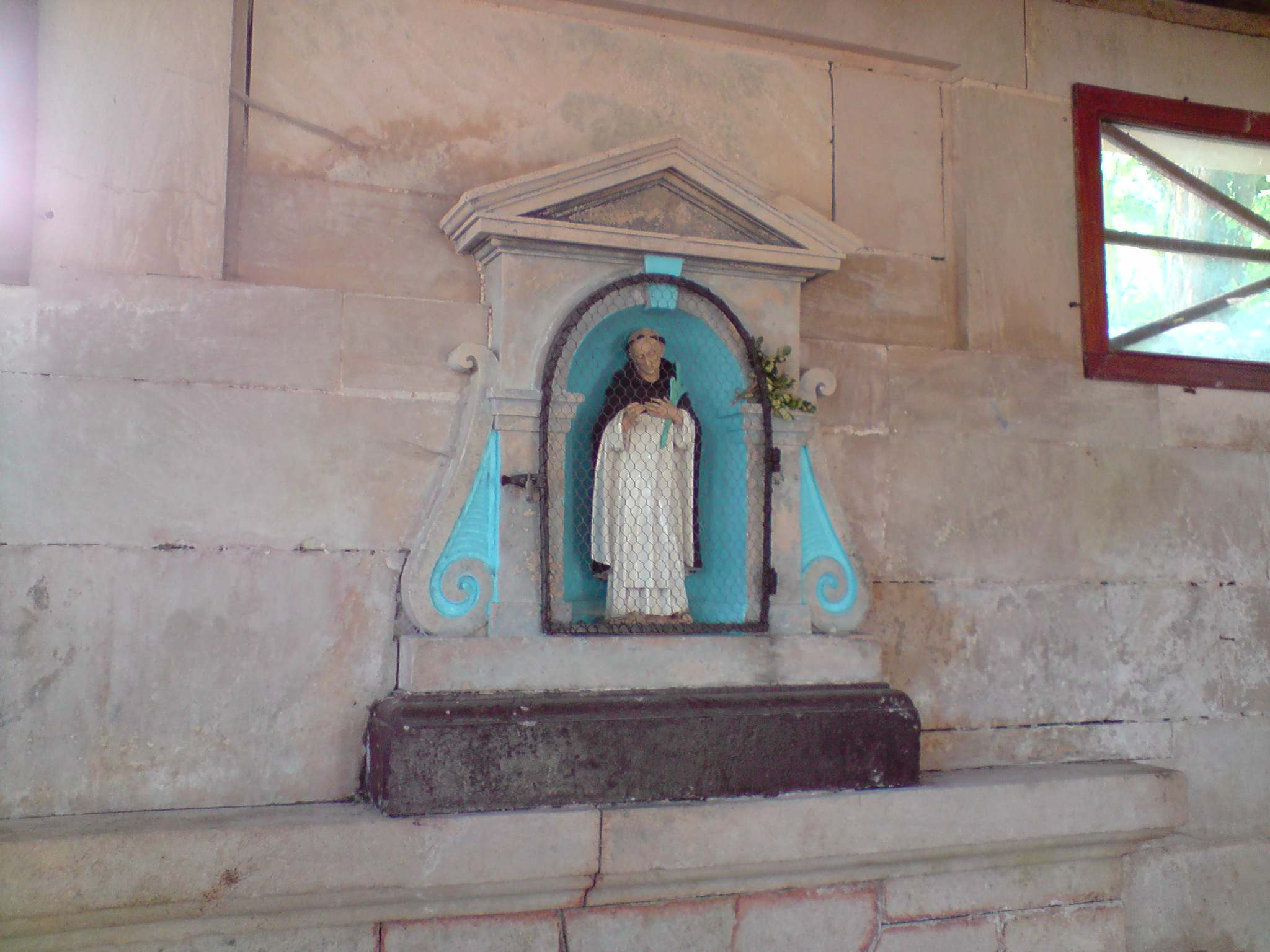
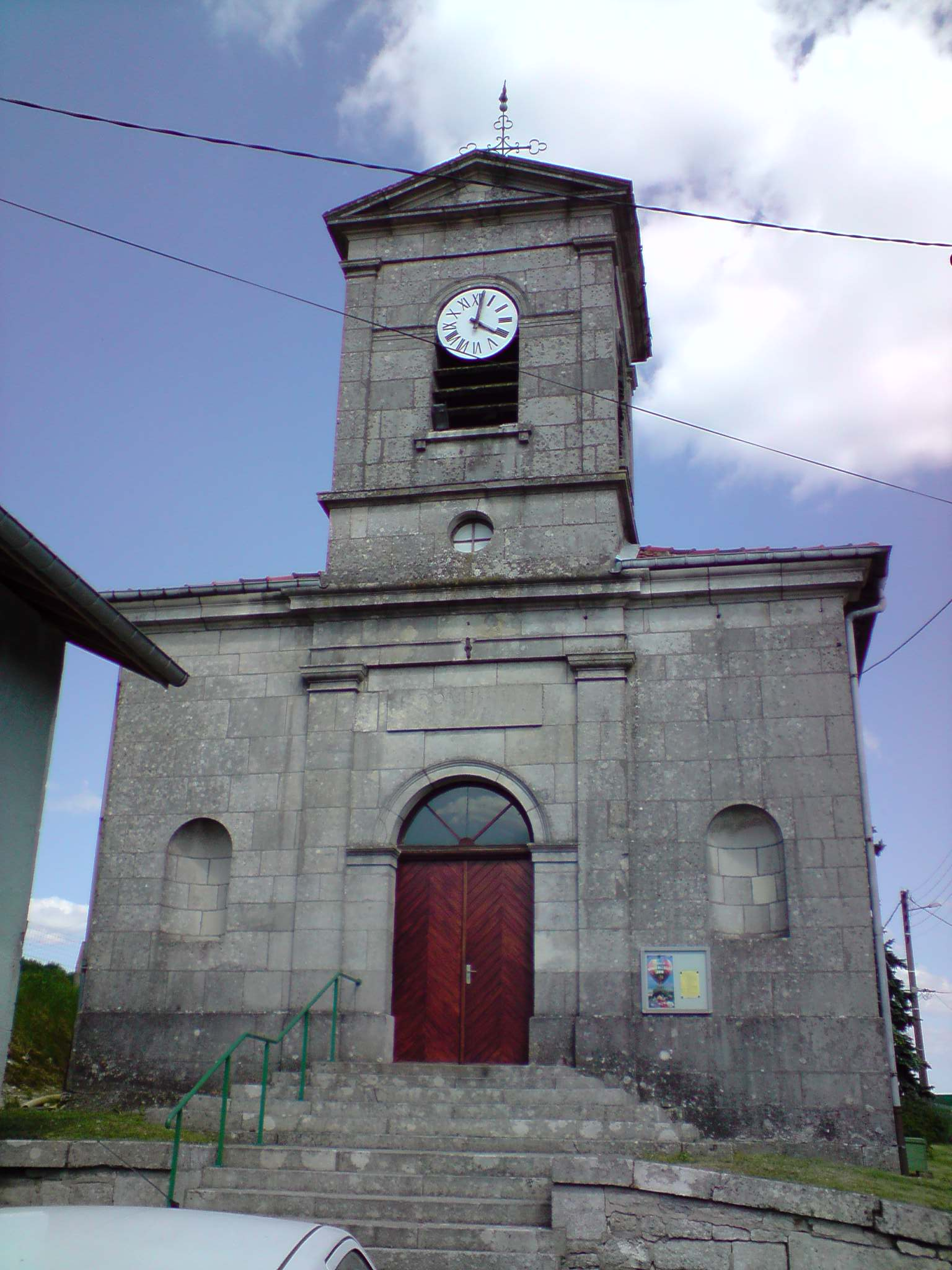